# تپه عزیزتپه‌سی
تپه عزیز تپه سی مربوط به دوره ساسانیان -قرون اولیه دوران‌های تاریخی پس از اسلام است و در شهرستان مشگین‌شهر، بخش مرکزی، دهستان مشکین شرقی، روستای آلنی واقع شده و این اثر در تاریخ ۱۲ دی ۱۳۸۶ با شمارهٔ ثبت ۲۰۴۱۲ به‌عنوان یکی از آثار ملی ایران به ثبت رسیده است.